# Håkan Dahlby
Dan Anders Håkan Dahlby (* 15. September 1965 in Västerstad) ist ein schwedischer Sportschütze.

## Erfolge
Håkan Dahlby nahm viermal an Olympischen Spielen im Doppeltrap teil. 2004 belegte er in Athen den fünften Rang, vier Jahre darauf wurde er Elfter. 2012 zog er in London mit 137 Punkten als Fünfter der Qualifikation ins Finale ein, in dem er weitere 49 Treffer erzielte. Mit insgesamt 186 Punkten platzierte er sich hinter Peter Wilson und vor Wassili Mossin auf dem zweiten Rang und erhielt daher die Silbermedaille. Bei den Olympischen Spielen 2016 in Rio de Janeiro kam er nicht über den 18. Platz hinaus. Bei Weltmeisterschaften gelang ihm 1999 in Tampere mit Silber im Mannschaftswettbewerb sein einziger Medaillengewinn. Die Europaspiele 2015 in Baku schloss er auf dem achten Platz ab.